# Deon Mouton
Pas d'image ? Cliquez ici

b Matchs officiels uniquement.
Dernière mise à jour le 15 novembre 2021.
Deon Mouton, né le 20 novembre 1974 à Rehoboth (Sud-Ouest africain), est un joueur de rugby à XV namibien. Il joue avec l'équipe de Namibie entre 1999 et 2008, évoluant au poste d'ailier. Il fait partie de la sélection de Namibie sélectionnée pour la coupe du monde 2007 en France.
Il est le père de Gerswin Mouton.

## Clubs
- Reho Falcon  Namibie 2006-2007

## Équipe de Namibie
- 26 sélections avec l'équipe de Namibie
- 30 points (6 essais)
- 1er test match le 7 août 1999 contre l'Zimbabwe
- Sélections par année : 3 en 1999, 3 en 2000, 4 en 2002, 7 en 2003, 1 en 2004, 2 en 2005, , 4 en 2006, 1 en 2007 et 1 en 2008
- Coupe du monde :
  - 2007 (1 match, 1 comme titulaire (Argentine))
  - 2003 (4 matchs, 4 comme titulaire (Argentine, Irlande, Australie, Roumanie))
  - 1999 (1 match, 1 comme titulaire (Fidji))